# Orthotrichum furcatum
Orthotrichum furcatum är en bladmossart som beskrevs av Otnyukova 2001. Orthotrichum furcatum ingår i släktet hättemossor, och familjen Orthotrichaceae. Inga underarter finns listade i Catalogue of Life.